# أوقست ويبر (مهندس معماري)
أوقست ويبر (بالألمانية: August Weber) (و. 1836 – 1903 م) هو مهندس معماري من النمسا، والإمبراطورية الروسية، ولد في براغ، توفي في موسكو، عن عمر يناهز 67 عاماً.

## التعليم
تعلم في أكاديمية الفنون الجميلة في فيينا
.